# Чемпіонат України з регбі 2005
Чемпіонат України 2005 року з регбі-15.
На старті п'ятнадцятого чемпіонату України шість найкращих українських команд виділено в Суперлігу. Ще 6 клубів утворили другий дивізіон — оновлену Вищу лігу.

## Суперліга
Учасники: «Арго» (Київ), «Легіон» (Харків), «Кредо-63» (Одеса), «Оболонь-Університет» (Хмельницький), «Епоха-Політехнік» (Київ), «Авіатор» (Київ).
Матчі проводяться на стадіонах в Києві («Спартак» і «Наука»), Одесі («Пресмаш») та Харкові («Динамо»).

### І етап
Від 3 квітня до 28 серпня. Матчі з роз'їздами вдома і в гостях. 

### ІІ етап
Від 11 вересня до 16 жовтня. Матчі з роз'їздами вдома і в гостях. Усі результати першого етапу враховуються. 

## Вища ліга
Учасники: «Локомотив» (Київ), «Сокіл-МАТС» (Львів), УІПА (Харків), «Євко» (Львів), «Тех-А-С» (Харків), КДІПІ (Сімферополь).
Матчі проводяться на стадіонах в Києві («Наука»), Львові («Сільмаш», «Університет», «Юність» і «Динамо») та Харкові («Салтівка»-ХНТУСГ).

### І етап
Від 3 квітня до 11 вересня. Матчі з роз'їздами вдома і в гостях. Перші дві команди виходять у перехідний турнір.

### ІІ етап. За 9-11 місця
Від 24 вересня до 25 жовтня.
9. «Сокіл» (Львів)
10. «ТЕХ-А-С» (Харків)
11. КДІПУ (Сімферополь)

## Перехідний турнір
Від 11 вересня до 16 жовтня. Матчі з роз'їздами вдома і в гостях.
2 команди з Суперліги та 2 команди з Вищої ліги. 
«Епоха-Політехнік» (Харків) — «Оболонь-Університет» (Хмельницький) 25:7, 8:23
УІПА (Харків) — «Епоха-Політехнік» (Харків) 3:41, 3:33
«Оболонь-Університет» (Хмельницький) — УІПА (Харків) 36:3, 31:0
| № | Команда                              | В | Н | П | Р:О    | Очки | Місце |
| - | ------------------------------------ | - | - | - | ------ | ---- | ----- |
| 1 | «Епоха-Політехнік» (Харків)          | 3 | 0 | 1 | 107:36 | 10   | 5     |
| 2 | «Оболонь-Університет» (Хмельницький) | 3 | 0 | 1 | 97:36  | 10   | 6     |
| 3 | УІПА (Харків)                        | 0 | 0 | 4 | 9:141  | 4    | 7     |

«Локомотив» (Київ) зіграв один матч проти «Епохи-Політехніки» (Київ) 22:37, а надалі відмовився від участі в турнірі.

## Перша ліга

### Група А
1. СДЮШОР «Авіатор» (Київ)
2. «Епоха-Політехнік»-2 (Київ)
3. ДЮСШ (Хмельницький)
4. «Політехнік» (Одеса)
5. «Марін»-ОДАБА (Одеса)
6. «Егер» (Київ)
«Агро»-НАУ-2 (Київ) - відмова від участі

### Група Б
1. «Сокіл»-2 (Львів)
2. «Магістри» (Кременець)
3. РК Тернопіль
«Імпульс» (Івано-Франківськ) - відмова від участі